# Muqaddar Ka Sikandar
Muqaddar Ka Sikandar (hindi: मुक़द्दर का सिकंदर, urdu: مقدر کا سکندر) to bollywoodzki dramat z 1978 roku. Produkcja i reżyseria - Prakash Mehra. Podobnie jak w jego filmach Zanjjer i Sharaabi w roli głównej Amitabh Bachchan. Obok Amitabha grają Vinod Khanna, Raakhee Gulzar, Rekha i Amjad Khan. Film był wielkim hitem 1978 roku Należy do najpopularniejszych w Indiach w latach 70. Mimo wielu nominacji nie otrzymał żadnej nagrody. Nakręcono też jego remake w telugu - Prema Tarangalu (1980).
Kluczem do tego filmu może być miłość w odpowiedzi na serdeczność okazaną w dzieciństwie chłopcu, który dotychczas znał tylko wyzwiska czy przyjaźń, dla której warto milczeć o swej miłości, a być może życie zbudowane wokół relacji i wiążących się z nimi obowiązków? Ktoś z nikim niezwiązany, przez nikogo niewołany po imieniu zyskuje nagle imię, dom, matkę i siostrę. A wraz z tymi więzami odpowiedzialność za nie, obowiązek troski, utrzymania, a w przyszłości wydania za mąż siostry. Obowiązek brata. Życie może być rozpatrywane jako dharma - spełnienie nałożonych obowiązków.

## Fabuła
Shimla w Małych Himalajach w Himachal Pradesh. 12-letniemu bezdomnemu chłopcu (Mayur Verma) udaje się dostać pracę w domu bogatego wdowca Ramnatha (Shreeram Lagoo). Niestety z powodu przyjaźni z córką Ramnatha, Kaamną, chłopiec zostaje wyrzucony z pracy. Poruszony nieznaną mu dotychczas życzliwością dziewczynki wyrusza za nią do Bombaju. To miasto okazuje się dla niego szczęśliwe. Ktoś, kto słysząc tylko wyzwiska zapomniał, jak się nazywa, dostaje od pewnej muzułmanki imię. Pełne wiary w przyszłość imię: Sikandar (zdobywca). Bezdomny zyskuje dom. Samotny rodzeństwo. Chłopiec adoptowany przez Fatimę (Nirupa Roy) trafia też do domu Kaamny. Niestety tu jego los zostaje poddany próbie. Oskarżony niesłusznie o kradzież, upokorzony, wkrótce potem boleśnie przeżywa śmierć matki. Teraz on jest jedynym oparciem dla pozostawionej przez Fatimę córki, jego młodszej siostrzyczki Mehru.
Mijają lata. Z ulicznego sprzedawcy Sikandar (Amitabh Bachchan) wyrósł na bogatego przedsiębiorcę wspomagającego biednych. Pozostaje mu spełnić obowiązek brata - szczęśliwie wydać za mąż siostrę. Ale w osobistym życiu nie czuje się szczęśliwy. Serdeczność okazana w dzieciństwie bezdomnemu chłopcu wzbudziła w nim miłość do Kaamny. W ukryciu pomaga on leczyć jej zubożałego ojca. Brakuje mu jednak odwagi, by wyznać Kaamnie (Raakhee Gulzar), co do niej czuje. Swój smutek zapija w domu publicznym pozwalając się kochać porywająco tańczącej Zohrze Bai (Rekha). Pewnego razu w jego życiu pojawia się prawnik Vishal (Vinod Khanna). Zaprzyjaźniają się. Vishal przekonuje go, by podyktował list do Kaamny. Ten list zmienia życie czworga osób tego dramatu: Sikandara, Kaamny, Vishala i Zohry.

## Obsada
- Amitabh Bachchan jako Sikandar
- Rakhee Gulzar jako	Kaamna
- Rekha jako Zohrabai
- Vinod Khanna jako Vishal Anand
- Goga Kapoor jako Goga
- Amjad Khan jako Dilawar
- Kader Khan jako Fakir Darvesh Baba
- Ranjeet jako J.D.
- Nirupa Roy jako Fatima

## Piosenki
1. Rote Hue Aate Hain Sabhasta Hua Jo Jayega
2. Salaam-E-Ishq (Rekha)
3. Dil To Hai Dil (Lata Mangeshkar)
4. Wafa Na Ja KA Ki To Jafa Bhi Na Kije (Rekha)
5. Saathi Re Tera Bina Bhi Kya Jeena
6. Pyar Zindagi Hai
7. Zindagi To Bewaafa Hai (Mohammad Rafi)